# Mali Selmenți, Ujhorod
Mali Selmenți (în ucraineană Малі Селменці) este un sat în comuna Palad-Komarivți din raionul Ujhorod, regiunea Transcarpatia, Ucraina.

## Demografie
Componența lingvistică a localității Mali Selmenți
     Maghiară (92,5%)
     Ucraineană (7,5%)
Conform recensământului din 2001, majoritatea populației localității Mali Selmenți era vorbitoare de maghiară (92,5%), existând în minoritate și vorbitori de ucraineană (7,5%).